# 65 Близнецов
65 Близнецов (лат. 65 Geminorum), b Близнецов (лат. b Geminorum) — двойная звезда в созвездии Близнецов на расстоянии приблизительно 484 световых лет (около 148 парсеков) от Солнца. Видимая звёздная величина звезды — +5,01m.

## Характеристики
Первый компонент — оранжевый гигант спектрального класса K2III. Радиус — около 21,32 солнечных, светимость — около 290 солнечных. Эффективная температура — около 4646 К.